# Єсипенко Микола Гаврилович
Єсипенко Микола Гаврилович (* 19 грудня 1906, Катеринослав — † 10 лютого 1993) — український режисер, педагог. Заслужений діяч мистецтв УРСР (1960).

## Біографія
1930 року закінчив Державний музично-драматичний інститут імені М. В. Лисенка. Згодом працював у театрах Дніпропетровська, Одеси, Херсона, Житомира, Кривого Рогу, а також Київському українському драматичному театрі.
1960 року почав викладати у Київському інституті театрального мистецтва. Нагороджений званням заслуженого діяча мистецтв УРСР.
Родина
- Син: Єсипенко Роман Миколайович (нар. 1936, Одеса) — мистецтвознавець, педагог. Доктор історичних наук (1994), професор (1995).
  - Онук: Єсипенко Микола Романович (нар. 1959, Київ) — український скульптор. Член НСХУ (1987).

## Постановки
- «Сава Чалий»
- «В пошуках радості»
- «Плацдарм» М. Ірчана (1931)
- «Ромео і Джульєтта» В. Шекспіра (1938)
- «Ревізор» М. Гоголя (1948)